# Camponotus niveosetosus
Camponotus niveosetosus är en myrart som beskrevs av Mayr 1862. Camponotus niveosetosus ingår i släktet hästmyror, och familjen myror.

## Underarter
Arten delas in i följande underarter:
- C. n. irredux
- C. n. madagascarensis
- C. n. niveosetosus

## Bildgalleri

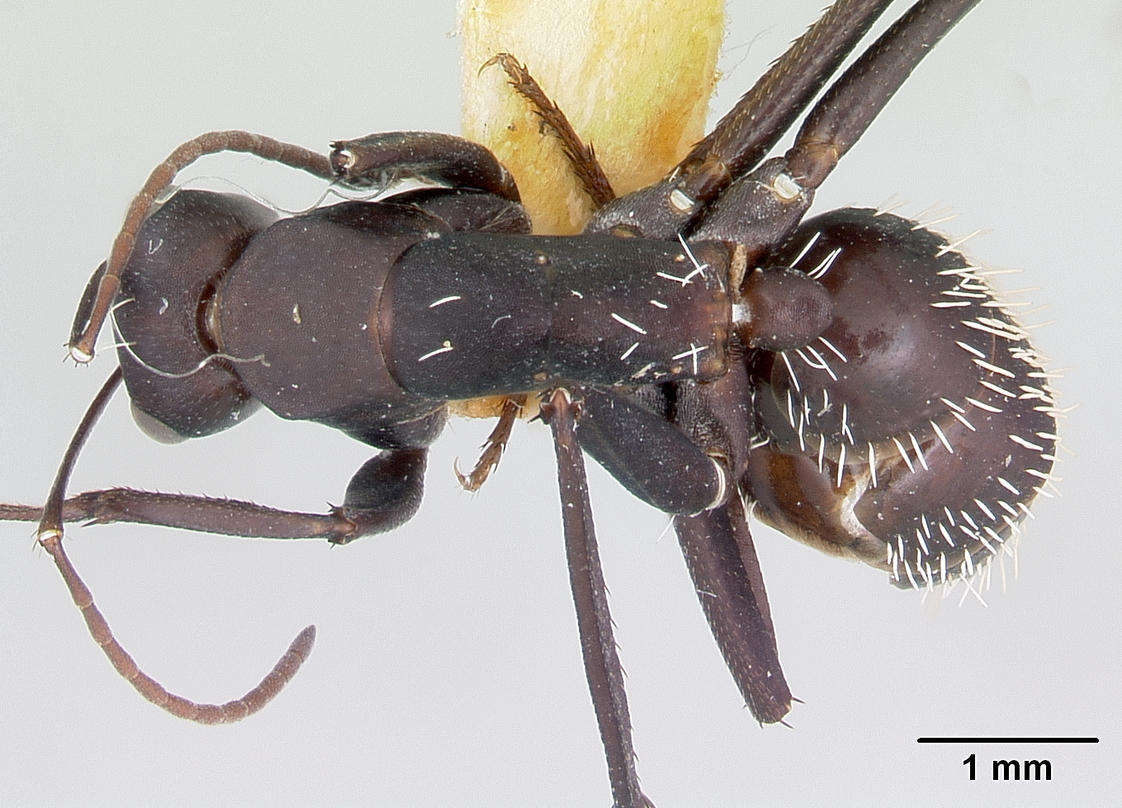
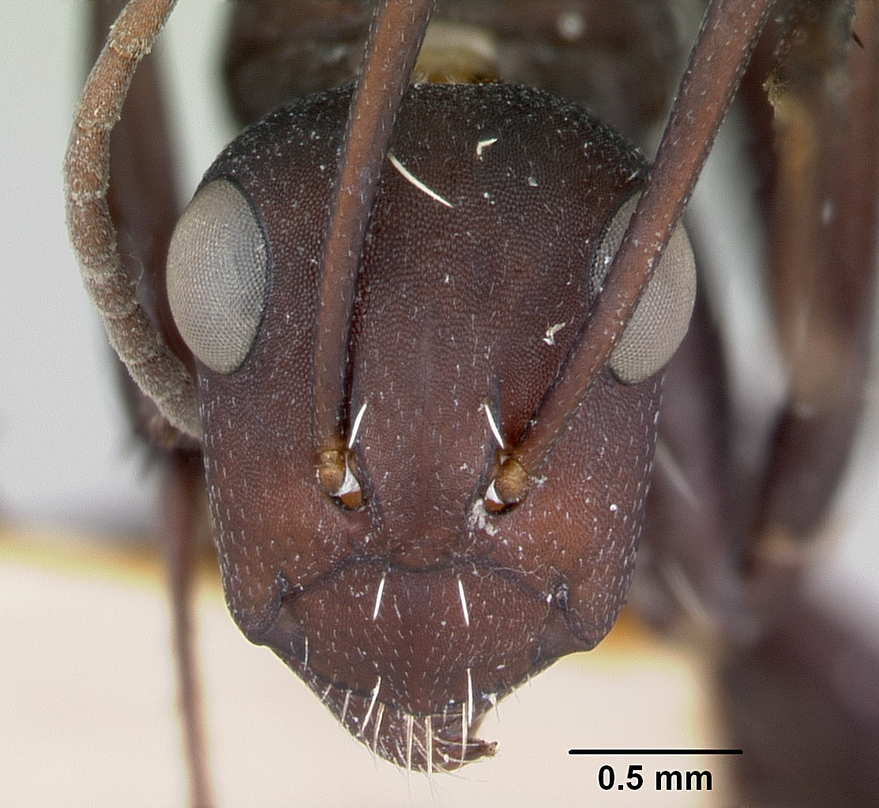
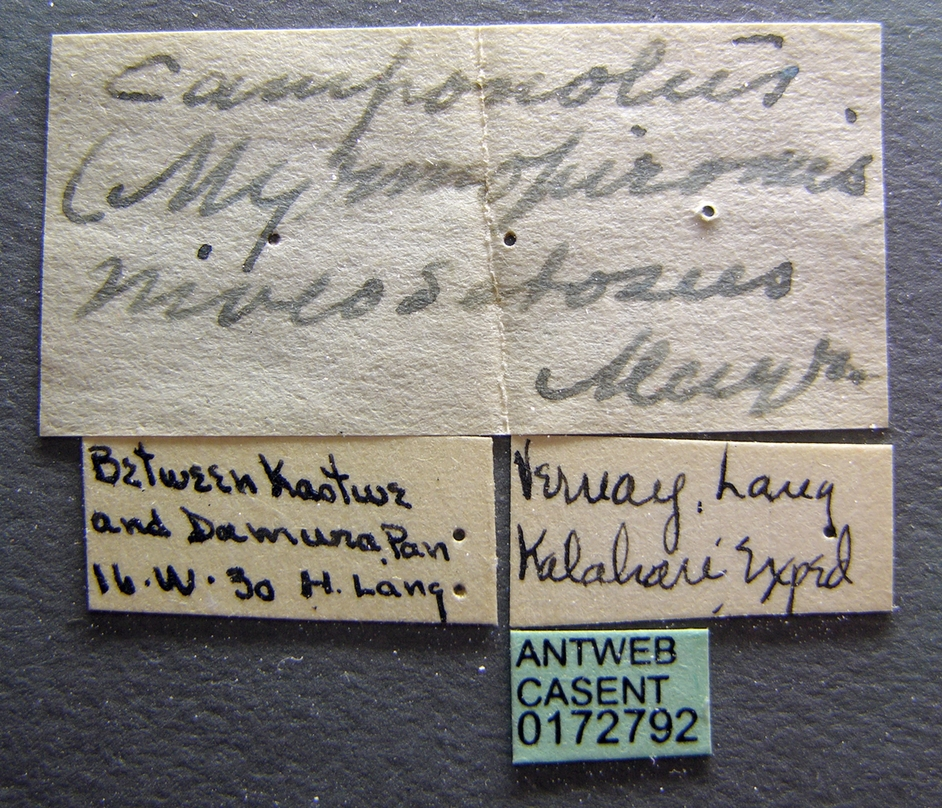
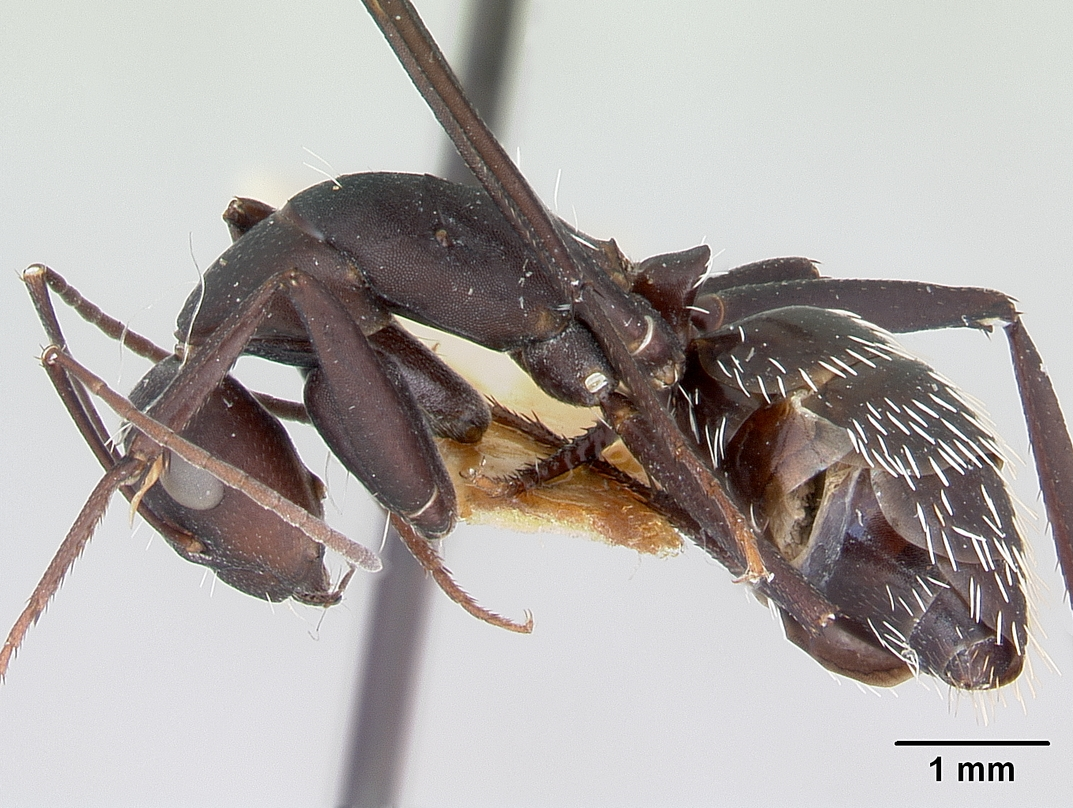
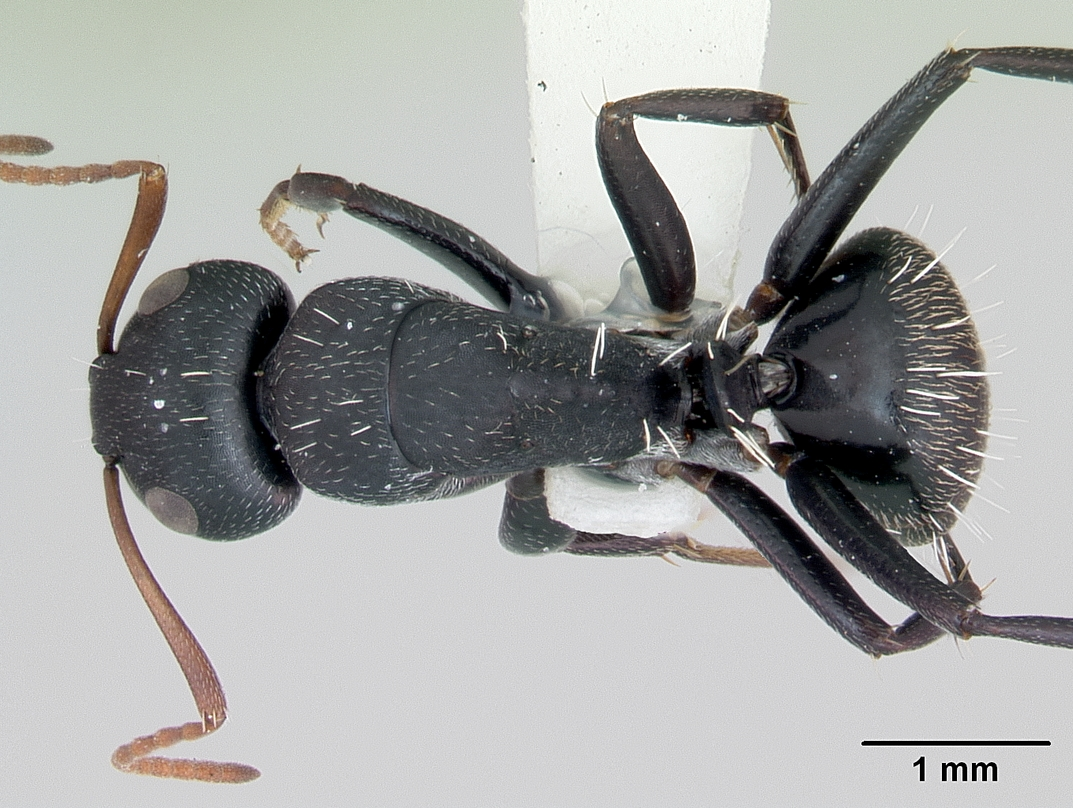
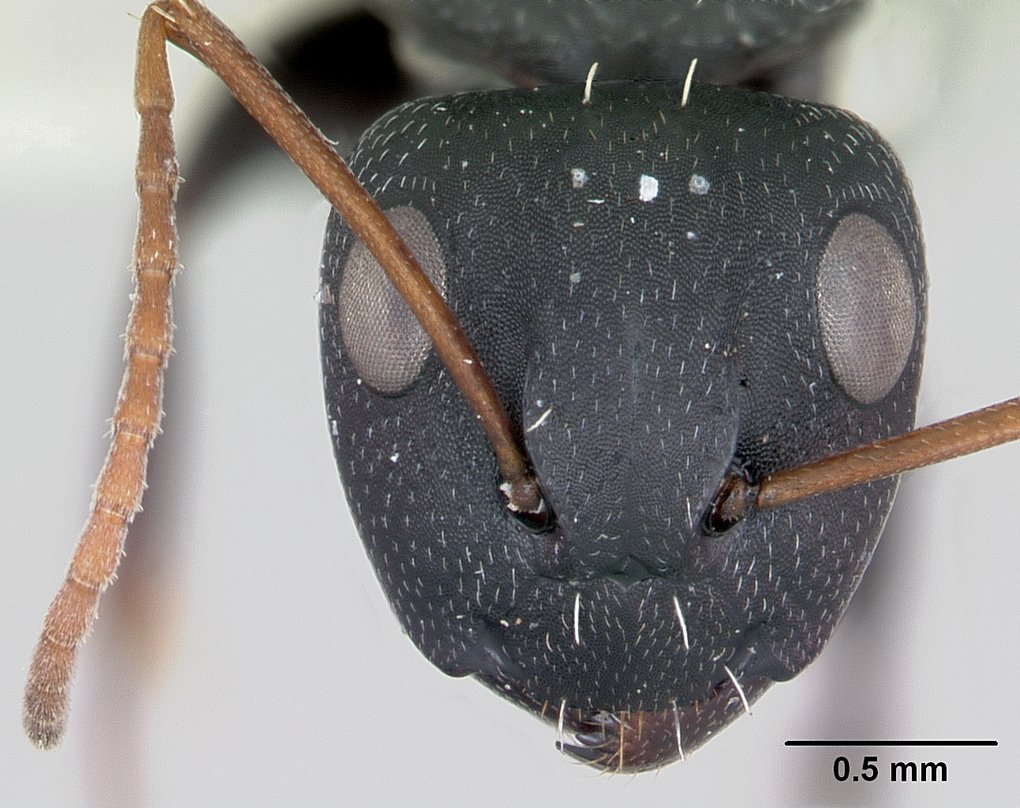